# Europaschutzgebiet Wallersee-Wenger Moor

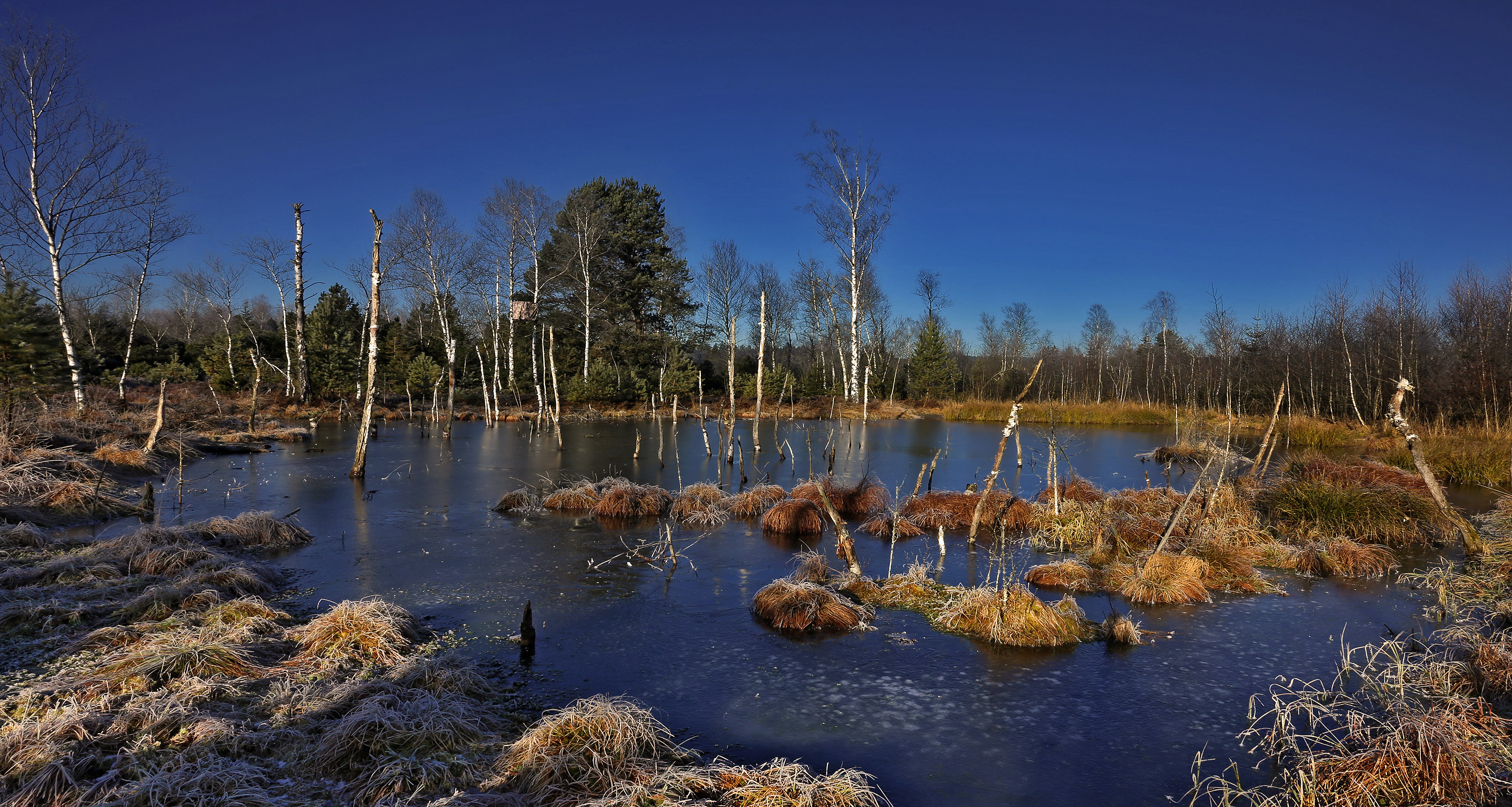
Wenger Moor

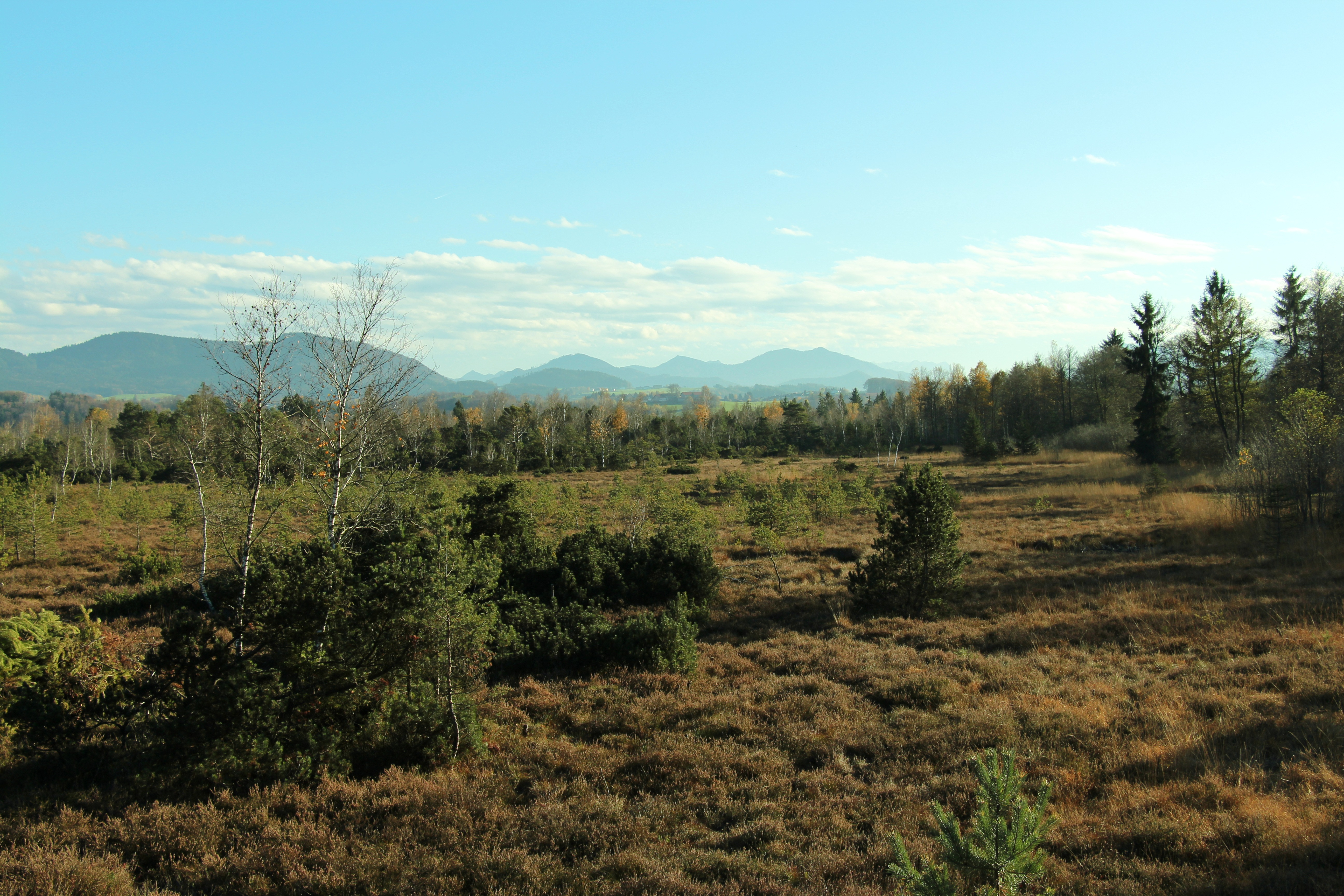
Wenger Moor

Das Europaschutzgebiet Wallersee-Wenger Moor befindet sich am Nordufer des Wallersees im Flachgau.
Das Natur- und Europaschutzgebiet ist zugleich auch ein Natura 2000-Gebiet. Es teilt sich in das nordöstliche Wenger Moor und das südwestliche Zeller Moor. Die beiden Moore werden durch den Eisbach getrennt, der aus dem Ort Weng in den Wallersee fließt.
Das Schutzgebiet umfasst verschiedene Biotoptypen wie Moorwald, Niedermoore, Hochmoore, Übergangsmoore, Streuwiesen, Feuchtwiesen sowie die Verlandungszone des Wallersees. Hier brüten mehrere Vogelarten wie die Bekassine, der Große Brachvogel oder der Eisvogel. Zugvögel nutzen das Gebiet als Rastplatz. Seit 2007 leben hier einige Biber.
Das Betreten des Schutzgebietes ist nur auf öffentlichen Wegen und gekennzeichneten Wanderwegen erlaubt.